# Кармазин, Владимир
Владимир Кармазин (23 апреля 1956, Челябинск — 6 февраля 2014, Пхукет) — советский пловец в ластах.

## Биография
Родился 23 апреля 1956 года в Челябинске.
Владимир Кармазин становился чемпионом мира по подводным видам спорта трижды — в 1980, 1987 и 1989 годах. Дважды за свою карьеру он завоевывал титул чемпиона Европы — в 1988 и 1990 годах. Заслуженный мастер спорта СССР № 4066.
В течение нескольких лет он являлся главным тренером сборной команды ФРГ, а с 2009 года — старшим тренером сборной команды Таиланда по плаванию в ластах (Finswimming). Также Владимир занимал пост президента по спорту Дайверской ассоциации Таиланда (TDA).
Умер от сердечного приступа 6 февраля 2014 года в Пхукете.